# Football League Cup 1970-1971
La Football League Cup 1970-1971 è stata l'11ª edizione del terzo torneo calcistico più importante del calcio inglese, la 5ª in finale unica. La manifestazione, ebbe inizio il 17 agosto 1970 e si concluse il 27 febbraio 1971 con la finale di Wembley.
Il trofeo fu vinto dal Tottenham Hotspur, che nell'atto conclusivo si impose con il risultato di 2-0 sul sorprendente Aston Villa, club di Third Division.
L'Everton, campione d'Inghilterra nella stagione 1969-70, fu l'unica squadra della Football League a non partecipare alla competizione.

## Formula
La Football League Cup era riservata alle 92 squadre della Football League. Il torneo era composto da scontri ad eliminazione diretta, ad esclusione delle semifinali che prevedevano due match, dove la squadra con il miglior risultato combinato accedeva alla finale unica. Se uno scontro terminava in parità, la sfida veniva ripetuta a campi invertiti fino a quando una delle due contendenti non otteneva la vittoria, mentre in finale, si rigiocava sempre in campo neutro. In caso di pareggio, anche nel replay, si faceva ricorso ai tempi supplementari.
|                              | Squadre che entrano in questo turno                                                                    | Squadre qualificate dal turno precedente    |
| ---------------------------- | --- | ------------------------------------------- |
| Primo turno (54 squadre)     | - 24 squadre dalla Fourth Division - 24 squadre dalla Third Division - 6 squadre della Second Division |                                             |
| Secondo turno (64 squadre)   | - 21 squadre dalla First Division - 16 squadre dalla Second Division                                   | - 27 squadre vincitrici del primo turno     |
| Terzo turno (32 squadre)     | | - 32 squadre vincitrici del secondo turno   |
| Quarto turno (16 squadre)    | | - 16 squadre vincitrici del terzo turno     |
| Quarti di finale (8 squadre) | | - 8 squadre vincitrici del quarto turno     |
| Semifinali (4 squadre)       | | - 4 squadre vincitrici dei quarti di finale |
| Finale (2 squadre)           | | - 2 squadre vincitrici delle semifinali     |

## Primo turno
| Squadra 1        | Risultato | Squadra 2        |
| ---------------- | --------- | ---------------- |
| 17 agosto 1970   |           |                  |
| Birmingham City  | 3 - 3     | Wrexham          |
| Bristol Rovers   | 1 - 0     | Brighton         |
| Bury             | 1 - 3     | Oldham Athletic  |
| Charlton         | 3 - 0     | Southend Utd     |
| Exeter City      | 0 - 0     | Swansea City     |
| Port Vale        | 0 - 1     | Walsall          |
| 18 agosto 1970   |           |                  |
| Aldershot        | 1 - 0     | Brentford        |
| Aston Villa      | 4 - 0     | Notts County     |
| Crewe Alexandra  | 2 - 2     | Tranmere         |
| Torquay Utd      | 1 - 1     | Bournemouth      |
| Watford          | 2 - 0     | Peterborough Utd |
| Workington       | 2 - 0     | Barrow           |
| 19 agosto 1970   |           |                  |
| Barnsley         | 0 - 1     | Rotherham Utd    |
| Chester City     | 2 - 1     | Shrewsbury Town  |
| Colchester Utd   | 5 - 0     | Cambridge Utd    |
| Doncaster        | 1 - 1     | Darlington       |
| Fulham           | 1 - 0     | Leyton Orient    |
| Gillingham       | 0 - 1     | Luton Town       |
| Halifax Town     | 3 - 2     | Bradford City    |
| Hartlepool Utd   | 2 - 3     | York City        |
| Lincoln City     | 2 - 1     | Grimsby Town     |
| Mansfield Town   | 6 - 2     | Chesterfield     |
| Newport County   | 2 - 1     | Reading          |
| Portsmouth       | 2 - 0     | Plymouth         |
| Rochdale         | 2 - 0     | Southport        |
| Scunthorpe Utd   | 2 - 3     | Northampton Town |
| Stockport County | 0 - 1     | Preston N.E.     |

### Replay
| Squadra 1      | Risultato      | Squadra 2       |
| -------------- | -------------- | --------------- |
| 24 agosto 1970 |                |                 |
| Darlington     | 3 - 1          | Doncaster       |
| Tranmere       | 4 - 0          | Crewe Alexandra |
| 25 agosto 1970 |                |                 |
| Swansea City   | 4 - 2 (d.t.s.) | Exeter City     |
| 26 agosto 1970 |                |                 |
| Bournemouth    | 1 - 2          | Torquay Utd     |
| Wrexham        | 2 - 3          | Birmingham City |

## Secondo turno
| Squadra 1         | Risultato | Squadra 2         |
| ----------------- | --------- | ----------------- |
| 8 settembre 1970  |           |                   |
| Bristol Rovers    | 2 - 1     | Newcastle Utd     |
| Derby County      | 3 - 1     | Halifax Town      |
| Ipswich Town      | 0 - 0     | Arsenal           |
| Luton Town        | 3 - 0     | Workington        |
| Mansfield Town    | 0- 0      | Liverpool         |
| Oldham Athletic   | 2 - 4     | Middlesbrough     |
| QPR               | 4 - 0     | Cardiff City      |
| Rotherham Utd     | 0 - 0     | Bristol City      |
| Sheffield Utd     | 1 - 0     | Leeds Utd         |
| Swindon Town      | 4 - 2     | Watford           |
| West Bromwich     | 3 - 1     | Charlton          |
| 9 settembre 1970  |           |                   |
| Aldershot         | 1 - 3     | Manchester Utd    |
| Aston Villa       | 2 - 0     | Burnley           |
| Blackpool         | 4 - 1     | Newport County    |
| Bolton            | 1 - 0     | Blackburn         |
| Carlisle Utd      | 2 - 1     | Manchester City   |
| Colchester Utd    | 1 - 1     | Birmingham City   |
| Crystal Palace    | 3 - 3     | Rochdale          |
| Darlington        | 0 - 4     | Fulham            |
| Huddersfield Town | 0 - 0     | Nottingham Forest |
| Leicester City    | 3 - 2     | Southampton       |
| Lincoln City      | 2 - 1     | Sunderland        |
| Norwich City      | 0 - 0     | Chester City      |
| Oxford Utd        | 1 - 0     | Wolverhampton     |
| Portsmouth        | 1 - 0     | Walsall           |
| Sheffield Weds    | 1 - 1     | Chelsea           |
| Stoke City        | 0 - 0     | Millwall          |
| Torquay Utd       | 1 - 3     | Preston N.E.      |
| Tottenham         | 3 - 0     | Swansea City      |
| Tranmere          | 1 - 1     | Coventry City     |
| West Ham Utd      | 1 - 0     | Hull City         |
| York City         | 0 - 0     | Northampton Town  |

### Replay
| Squadra 1         | Risultato      | Squadra 2         |
| ----------------- | -------------- | ----------------- |
| 14 settembre 1970 |                |                   |
| Rochdale          | 1 - 3          | Crystal Palace    |
| 15 settembre 1970 |                |                   |
| Birmingham City   | 2 - 1          | Colchester Utd    |
| Bristol City      | 4 - 0          | Rotherham Utd     |
| Northampton Town  | 1 - 1 (d.t.s.) | York City         |
| 16 settembre 1970 |                |                   |
| Chester City      | 1 - 2          | Norwich City      |
| 21 settembre 1970 |                |                   |
| Millwall          | 2 - 1          | Stoke City        |
| Nottingham Forest | 2 - 0          | Huddersfield Town |
| 22 settembre 1970 |                |                   |
| Chelsea           | 2 - 1          | Sheffield Weds    |
| Coventry City     | 2 - 1          | Tranmere          |
| Liverpool         | 3 - 2 (d.t.s.) | Mansfield Town    |
| 28 settembre 1970 |                |                   |
| Arsenal           | 4 - 0          | Ipswich Town      |

### Secondo Replay
| Squadra 1         | Risultato | Squadra 2        |
| ----------------- | --------- | ---------------- |
| 28 settembre 1970 |           |                  |
| York City         | 1 - 2     | Northampton Town |

## Terzo turno
| Squadra 1        | Risultato | Squadra 2         |
| ---------------- | --------- | ----------------- |
| 6 ottobre 1970   |           |                   |
| Birmingham City  | 2 - 1     | Nottingham Forest |
| Carlisle Utd     | 2 - 1     | Oxford Utd        |
| Coventry City    | 3 - 1     | West Ham Utd      |
| Fulham           | 2 - 0     | QPR               |
| Luton Town       | 0 - 1     | Arsenal           |
| Northampton Town | 1 - 1     | Aston Villa       |
| Preston N.E.     | 0 - 1     | West Bromwich     |
| Swindon Town     | 2 - 0     | Liverpool         |
| 7 ottobre 1970   |           |                   |
| Blackpool        | 0 - 1     | Bristol City      |
| Bolton           | 1 - 1     | Leicester City    |
| Chelsea          | 3 - 2     | Middlesbrough     |
| Crystal Palace   | 4 - 0     | Lincoln City      |
| Derby County     | 4 - 2     | Millwall          |
| Manchester Utd   | 1 - 0     | Portsmouth        |
| Norwich City     | 1 - 1     | Bristol Rovers    |
| Tottenham        | 2 - 1     | Sheffield Utd     |

### Replay
| Squadra 1       | Risultato      | Squadra 2        |
| --------------- | -------------- | ---------------- |
| 12 ottobre 1970 |                |                  |
| Leicester City  | 1 - 0          | Bolton           |
| 13 ottobre 1970 |                |                  |
| Aston Villa     | 3 - 0          | Northampton Town |
| Bristol Rovers  | 3 - 1 (d.t.s.) | Norwich City     |

## Quarto turno
| Squadra 1       | Risultato | Squadra 2       |
| --------------- | --------- | --------------- |
| 27 ottobre 1970 |           |                 |
| Bristol Rovers  | 3 - 0     | Birmingham City |
| Coventry City   | 1 - 0     | Derby County    |
| Fulham          | 1 - 0     | Swindon Town    |
| 28 ottobre 1970 |           |                 |
| Aston Villa     | 1 - 0     | Carlisle Utd    |
| Crystal Palace  | 0 - 0     | Arsenal         |
| Leicester City  | 2 - 2     | Bristol City    |
| Manchester Utd  | 2 - 1     | Chelsea         |
| Tottenham       | 5 - 0     | West Bromwich   |

### Replay
| Squadra 1       | Risultato | Squadra 2      |
| --------------- | --------- | -------------- |
| 3 novembre 1970 |           |                |
| Bristol City    | 2 - 1     | Leicester City |
| 9 novembre 1970 |           |                |
| Arsenal         | 0 - 2     | Crystal Palace |

## Quarti di finale
| Squadra 1        | Risultato | Squadra 2      |
| ---------------- | --------- | -------------- |
| 17 novembre 1970 |           |                |
| Bristol Rovers   | 1 - 1     | Aston Villa    |
| Fulham           | 0 - 0     | Bristol City   |
| 18 novembre 1970 |           |                |
| Manchester Utd   | 4 - 2     | Crystal Palace |
| Tottenham        | 4 - 1     | Coventry City  |

### Replay
| Squadra 1        | Risultato | Squadra 2      |
| ---------------- | --------- | -------------- |
| 24 novembre 1970 |           |                |
| Bristol City     | 1 - 0     | Fulham         |
| 25 novembre 1970 |           |                |
| Aston Villa      | 1 - 0     | Bristol Rovers |

## Semifinali
| Squadra 1      | Totale | Squadra 2   | Andata           | Ritorno          |
| -------------- | ------ | ----------- | ---------------- | ---------------- |
|                |        |             | 16 dicembre 1970 | 23 dicembre 1970 |
| Bristol City   | 1 - 3  | Tottenham   | 1 - 1            | 0 - 2 (d.t.s.)   |
| Manchester Utd | 2 - 3  | Aston Villa | 1 - 1            | 1 - 2            |

## Finale
| Arbitro: | Jim Finney |

|                  |           |  |
| Chivers 78’, 82’ | Marcatori |  |

| Tottenham Hotspur | Aston Villa |

| TOTTENHAM HOTSPUR |                  |
|                   |                  |
| 1                 | Pat Jennings     |
| 2                 | Joe Kinnear      |
| 3                 | Cyril Knowles    |
| 4                 | Alan Mullery (C) |
| 5                 | Peter Collins    |
| 6                 | Phil Beal        |
| 7                 | Alan Gilzean     |
| 8                 | Steve Perryman   |
| 9                 | Martin Chivers   |
| 10                | Martin Peters    |
| 11                | Jimmy Neighbour  |
| A disposizione:   |                  |
| 12                | Jimmy Pearce     |
| Manager:          |                  |
| Bill Nicholson    |                  |

| ASTON VILLA     |                   |
|                 |                   |
| 1               | John Dunn         |
| 2               | Keith Bradley     |
| 3               | Charlie Aitken    |
| 4               | Brian Godfrey (C) |
| 5               | Fred Turnbull     |
| 6               | Brian Tiler       |
| 7               | Pat McMahon       |
| 8               | Bruce Rioch       |
| 9               | Andy Lochhead     |
| 10              | Ian Hamilton      |
| 11              | Willie Anderson   |
| A disposizione: |                   |
| 12              | Dave Gibson       |
| Manager:        |                   |
| Vic Crowe       |                   |